# Гарт (Поріцький район)
Гарт (рос. Гарт, чув. Гарт) — село у складі Поріцького району Чувашії, Росія. Входить до складу Сіявського сільського поселення.
Населення — 166 осіб (2010; 270 у 2002).
Національний склад:
- росіяни — 98 %